# Henri Blondel
Pour les articles homonymes, voir Blondel.
Jean Henri Blondel, né à Reims le 20 janvier 1821, mort à Paris 16e le 14 septembre 1897, est un architecte français.

## Biographie
Il a d'abord été un élève de l'École des arts et métiers de Châlons-sur-Marne.
Il commence son apprentissage à Paris chez l'architecte Auguste Caristie, le poursuit chez l'architecte François Rolland (1806-1888). Il passe enfin au cabinet de Henri Labrouste avant de s'établir à son compte en 1852.
Henri Blondel a su profiter du grand mouvement des travaux d'architecture dus au nouvel urbanisme de Paris imposé par Napoléon III et exécuté par le baron Haussmann. Il se chargea en son nom, ou représentant des sociétés, de percements et alignements à Paris (rue des Halles, boulevard de Sébastopol, rues de Palestro, Turbigo et Monge, quai de la Mégisserie, boulevard Saint-Germain et rue de Miromesnil notamment). Il se chargea également de l'assainissement du quartier Marbeuf.
Il construisit de nombreux immeubles le long de ces nouvelles voies, boulevard de Sébastopol, boulevard Saint-Michel, boulevard Saint-Germain et place du Théâtre-Français, souvent grâce au système des concessions auxquelles il participait avec différents banquiers et financiers. On trouve une trace de ces concessions dans le Journal des débats politiques et littéraires du 8 juillet 1868 donnant la liste des concessions pour des opérations immobilières de la ville de Paris et des titres en possession du Crédit foncier de France à cette date pour une valeur de 398 440 040,20 francs.
Le 19 mai 1892 il est condamné par la première chambre de la Cour d'appel de Paris pour banqueroute simple, avec un passif de 25 015 129 francs,.

## Œuvres
Il construisit plus de 200 édifices au cours de sa carrière dont 172 maisons de rapport. Il réalisa notamment :
- Passage du Bourg-l'Abbé : entrée sur la rue Palestro réalisée en 1863, dont il était propriétaire.
- Cercle agricole : construit entre 1865 et 1867, 288 boulevard Saint-Germain, à l'angle avec le quai Anatole-France.
- Siège de la Société des dépôts et comptes courants d'Armand Donon en 1868-1869, au 2, place de l'Opéra.
- La Belle Jardinière : le magasin se trouvait sur l'île de la Cité mais est exproprié en 1864-1866. Il se réinstalle à l'angle du quai de la Mégisserie et de la rue du Pont-Neuf[10]. Les propriétaires font alors appel à Henri Blondel en 1866. Les travaux commencent le 29 mai 1866 et se terminent en décembre 1867. Une inauguration partielle avait été organisée en avril. Puis, le nouveau bâtiment se révélant trop petit, des travaux d'agrandissement s'avèrent indispensables en 1876 et sont réalisés en 1878[11].
- Hôtel Continental : Le 30 avril 1876, la Société de l'Hôtel Continental est fondée. À cette date, les plans et les devis sont établis et les capitaux obtenus. Il est réalisé en 1878, sur les terrains de l'ancien ministère des Finances incendié en 1871, à l'angle de la rue de Castiglione et de la rue de Rivoli. L'architecte avait repris pour son escalier les dispositions de celui de l'Hôtel de ville incendié en 1871. La salle des fêtes et les dispositions intérieures sont alors remarquées.
- En 1884 : il réalise un immeuble à l'angle avec la place des Victoires au moment du percement de la rue Étienne-Marcel.
- Bourse de commerce : il transforme l'ancienne Halle aux blés en bourse de commerce entre 1886 et 1889.
- Immeuble rue du Louvre : il est construit en 1889, au 15 rue du Louvre et 22 rue du Bouloi, à l'emplacement de l'ancien hôtel de la Ferme générale.
- 40 et 42 rue du Louvre : il est l'architecte des deux immeubles-îlots longeant la rue de Viarmes vis-à-vis de la Bourse de commerce et ayant des façades respectivement sur la rue Berger et la rue du Louvre, et sur la rue du Louvre et la rue Coquillière, pourvus de la rotonde d'angle qui était la signature de Blondel.

## Distinctions
- Blondel obtient au Congrès international de 1878, la grande médaille de la Société centrale des architectes français.
- Chevalier de la Légion d'honneur en 1848[12].